# Daijō Daijin
O Daijō Daijin (太政大臣, , Chanceler ou Primeiro Ministro do Reino) foi o Chefe do Daijō-kan, o Departamento de Estado no Japão durante o Período Heian e brevemente sob a Constituição Meiji. 
O posto, junto com o resto da estrutura do Daijō-kan, foi criada inicialmente pelo Imperador Tenji para favorecer seu filho Príncipe Ōtomo e foi consolidada pelo Código Taihō em 702.
O Chanceler presidia o Grande Conselho de Estado, e controlava os oficiais do Estado, em particular o Sadaijin (ministro da esquerda) e o Udaijin (ministro da direita), assim como os Dainagon, os Chūnagon e os Shōnagon. Estes ministérios controlavam outros setores do governo.
O Clã Fujiwara, que tinha o poder da regência (Sesshō), obteve grande influência e o título de Daijō Daijin foi minimizado. No Século X, os Chanceleres não tinham mais voz a menos que eles estivessem representando os regentes ou estivessem apoiados pelos Fujiwara. Apesar de o posto continuar existindo até 1885, no começo do século XII, o cargo não tinha poderes, e às vezes ficava vago por longos períodos, e que em ocasiões era ou o Sadaijin ou o Udaijin que assumia o posto. O Daijō Daijin foi brevemente reinstaurado sob a Constituição Meiji com a nomeação de Sanjō Sanetomi em 1871 antes de ser abolido completamente em 1885.

## Lista dos Daijō Daijin
1. Ōtomo no Miko (futuro Imperador Kobun) -- (671) [5]
2. Takechi no Miko (690 - 696) [6]
3. Osakabe no Miko (703 - 705)  [6]
4. Hozumi no Miko (705 - 715) [7]
5. Toneri no Miko (720 - 735) [8]
6. Suzuka no Ōkimi (737 - 745)
7. Fujiwara no Nakamaro (760 - 764)
8. Dōkyō (765 - 766)
9. Fujiwara no Yoshifusa (857 - 872)
10. Fujiwara no Mototsune (880 - 891)
11. Fujiwara no Tadahira (936 - 949)
12. Fujiwara no Saneyori (967 - 970)
13. Fujiwara no Koretada (971 - 972)
14. Fujiwara no Kanemichi (974 - 977)
15. Fujiwara no Yoritada (978 - 989)
16. Fujiwara no Kaneie (989 - 990)
17. Fujiwara no Tamemitsu (991 - 992)
18. Fujiwara no Michinaga (1017 - 1021)
19. Fujiwara no Kinsue (1021 - 1029)
20. Fujiwara no Yorimichi (1061 - 1064)
21. Fujiwara no Norimichi (1064 - 1071) [9]
22. Minamoto no Morofusa (1077)
23. Fujiwara no Nobunaga (1080 - 1088) [10]
24. Fujiwara no Morozane (1088 - 1094)
25. Fujiwara no Moromichi (1094 -1099)[11]
26. Fujiwara no Tadazane (1105 - 1121) [12] [13]
27. Minamoto no Masazane (1122 - 1124)
28. Fujiwara no Tadamichi (1128 - 1129, 1149 - 1150)
29. Sanjō Saneyuki (1150 - 1157)
30. Fujiwara no Munesuke (1157 - 1160)
31. Fujiwara no Koremichi (1160 - 1165)
32. Taira no Kiyomori (1167)
33. Fujiwara no Tadamasa (1168 - 1170)
34. Fujiwara no Motofusa (1170 - 1171)
35. Fujiwara no Moronaga (1177 - 1179)
36. Fujiwara no Kanezane (1189 - 1190)
37. Fujiwara no Kanefusa (1191 - 1196)
38. Fujiwara no Yorizane (1199 - 1204)
39. Kujō Yoshitsune (1204 - 1205)
40. Fujiwara no Yorizane (1208 - 1209)
41. Sanjō Kinfusa (1218 - 1221)
42. Konoe Iezane (1221 - 1222)
43. Saionji Kintsune (1222 - 1223)
44. Kujō Yoshihira (1238 - 1239)  [14]
45. Konoe Kanetsune (1240 - 1242)
46. Saionji Saneuji (1246)
47. Koga Michiteru (1246 - 1248)
48. Takatsukasa Kanehira (1252 - 1253)
49. Tokudaiji Sanemoto (1253 - 1276)
50. Saionji Kinsuke (1262 - 1267)
51. Takatsukasa Kanehira (1276 - 1277)
52. Takatsukasa Mototada (1277 - 1287)
53. Horikawa Mototomo (1289 - 1290)
54. Saionji Sanekane (1291 - 1292)
55. Tōin Kinmori (1299)
56. Nijō Kanemoto (1299 - 1300)
57. Tsuchimikado Sadazane (1301 - 1302)
58. Tokudaiji Kimitaka (1302 - 1305)
59. Ichijō Saneie (1307 - 1309)
60. Ōinomikado Nobutsugu (1309 - 1311)
61. Takatsukasa Fuyuhira (1311)
62. Sanjō Saneshige (1318 - 1319)
63. Koga Michio (1319 - 1323)
64. Takatsukasa Fuyuhira (1324 - 1327)
65. Imadegawa Kanesue (1332 - 1333)
66. Koga Nagamichi (1340 - 1342)
67. Tōin Kinkata (1348 - 1350)
68. Koga Michimasa (1366- 1368)
69. Nijō Yoshimoto (1381 - 1387)
70. Tokudaiji Sanetoki (1394 - 1395)
71. Ashikaga Yoshimitsu (1395)
72. Koga Tomomichi (1395 - 1396)
73. Ichijō Kaneyoshi (1446 - 1450)
74. Koga Kiyomichi (1452 - 1453)
75. Saionji Kinna (1455 - 1457)
76. Nijō Mochimichi (1458 - 1460)
77. Konoe Fusatsugu (1461 - 1463)
78. Koga Michihiro (1481- 1482)
79. Takatsukasa Masahira (1485)
80. Konoe Masaie (1488- 1490)
81. Ichijō Fuyura (1493 - 1497)
82. Tokudaiji Saneatsu (1509 - 1511)
83. Konoe Hisamichi (1514 - 1517)
84. Kasannoin Masanaga (1518 - 1521)
85. Sanjō Saneka (1535-1536)
86. Konoe Taneie (1537 - 1542)
87. Konoe Sakihisa (1582)
88. Toyotomi Hideyoshi (1586 - 1598)
89. Tokugawa Ieyasu (1616)
90. Tokugawa Hidetada (1626 - 1632)
91. Konoe Motohiro (1709)
92. Konoe Iehiro (1710 - 1711)
93. Konoe Iehisa (1733)
94. Ichijō Kaneyoshi (1746 - 1751)
95. Konoe Uchisaki (1768 - 1770, 1771 - 1778)
96. Kujō Naozane (1780 - 1781)
97. Tokugawa Ienari (1827 - 1841)
98. Takatsukasa Misamachi (1842 - 1848)
99. Sanjō Sanetomi (1871 - 1885)

## Lista dosDaijō DaijindaCorte de Yoshino(Corte do Sul, Nanchō)
1. Koga Nagamichi (1352)
2. Tōin Kinkata (1353 - 1354)
3. Saionji Kinshige (1354 - 1364)